# Compleanno di sangue
Compleanno di sangue (Happy Birthday to Me) è un film horror-slasher psicologico del 1981 diretto da J. Lee Thompson.
Sebbene non sia stato perseguito per oscenità, il film è stato sequestrato e confiscato nel Regno Unito, ai sensi della Sezione 3 del Obscene Publications Act del 1959, durante il periodo soprannominato "Video nasty".

## Trama
Il film si apre con Bernadette O'Hara, studentessa che viene attaccata nella sua auto da un aggressore di cui non si vedono le fattezze. La ragazza lotta fino a fingersi morta, per prendere l'assassino alla sprovvista, per poi correre a chiedere aiuto, ma incontra un individuo, sempre ignoto allo spettatore, con cui ha familiarità e lo supplica di soccorrerla, ma questi le taglia il collo con un rasoio. Bernadette stava andando alla Silent Woman Tavern, un pub locale, dove la attendono i membri della "Top Ten", una cricca d'élite che comprende i più ricchi, snob e famosi ragazzi della Crawford Academy. Tra questi c'è Virginia "Ginny" Wainwright, affascinante e sensibile studentessa. I ragazzi della "Top Ten", che si chiedono che fine abbia fatto Bernadette, arrivano a litigare con un gruppo di uomini adulti e cacciati dal locale, vedono alzarsi il vicino ponte levatoio.
Così decidono di tentare il "giochetto", cioè di passare dall'altra parte prima che il ponte si alzi del tutto. I ragazzi scommettono e partono, con Ginny che viene spinta da Ann Thomason su una delle auto, che è l'ultima a partire ma riesce a passare il ponte schiantando il muso sull'altro lato, ma senza conseguenze per gli occupanti. Sconvolta, Ginny corre a casa, non prima di essersi fermata alla tomba di sua madre, nel cimitero vicino alla sua dimora. Uno dei ragazzi della Top Ten,  Etienne Vercoures, si offre di accompagnarla, ma lei lo respinge. Lo studente francese però la segue e, pur spaventando Ginny, riesce a non farsi scoprire, fuggendo con le mutandine che la ragazza ha tolto prima di entrare in doccia.
Il giorno dopo Bernadette non si presenta a scuola ma ancora non viene diramato nessun allarme. Ginny intanto, afflitta da ricordi repressi, si reca dallo psichiatra dell'ospedale, il dottor Faraday, con il quale in precedenza aveva subito una procedura sperimentale di restauro del tessuto cerebrale, dopo essere sopravvissuta a un incidente straziante sul ponte levatoio.
Mentre Ginny tenta di riprendere la sua vita normale, i suoi compagni della Top Ten vengono uccisi in modi perversi e violenti: Etienne viene strangolato quando la sua sciarpa viene fatta incastrare nei raggi della sua moto, Greg viene schiacciato nella sua stanza mentre solleva pesi, da una persona che conosce e alla quale aveva chiesto di aumentare il carico sul manubrio dei pesi.
Una notte, Alfred, un membro della Top Ten che è infatuato di Ginny, la segue fino alla tomba della madre. Indossa dei guanti come il misterioso assassino, infatti infila una mano in tasca ma Ginny si volta di scatto e lo trafigge con un paio di cesoie da giardino. Una volta a terra, ormai morto, il ragazzo dischiude le dita e appare un fiore, che voleva regalare alla ragazza.
Nel fine settimana del diciottesimo compleanno di Ginny, suo padre parte all'improvviso per un'emergenza di lavoro. Dopo una danza scolastica, Ginny invita Steve a casa sua e prepara spiedini. Mentre i due bevono vino e fumano marijuana davanti al camino, Ginny attacca Steve con il kebab, spingendogli violentemente lo spiedino in gola.
La mattina seguente Ann arriva a casa di Ginny e la trova ancora addormentata. Dalla finestra, Ginny le lancia le chiavi per entrare e intanto va a farsi una doccia. Sotto l'acqua la ragazza ha un flashback della morte di sua madre, avvenuta quattro anni prima. Per il compleanno di Ginny la donna aveva invitato la Top Ten ma il gruppo aveva deciso di partecipare alla festa di Ann. Ubriaca, la donna, dopo aver insultato il marito, che telefona dall'estero scusandosi per l'assenza, decide di presentarsi a casa dei Thomason con Ginny, lì dove fu umiliata dai genitori di Ann. Sotto una pioggia battente, la madre non viene fatta entrare e infuriata, torna indietro, tentando di attraversare il ponte levatoio, ma ormai è troppo tardi. L'auto precipita in acqua e mentre Ginny riesce a nuotare e a mettersi in salvo, la madre muore annegando.
Ginny ha come degli episodi di blackout e va in paranoia, temendo di arrivare ad uccidere i suoi amici, perciò chiede aiuto al dottor Faraday, che la va a trovare e cerca di aiutarla. Nel frattempo l'auto di Ann viene ritrovata dalla polizia, già in azione alla ricerca degli studenti scomparsi, poco lontano dalla casa di Ginny. Un ispettore, il tenente Tracy, vuole interrogarla ma il dottor Faraday, proteggendola per il suo malessere, garantisce per lei dichiarando di aver passato con la ragazza l'intero week end. Ma quando discutono sulla procedura a cui è stata sottoposta, David rimane evasivo e così Ginny lo uccide con un ferro da camino.
Vediamo quindi il signor Wainright tornare a casa per il compleanno di Ginny, ma rimane sconvolto nel trovare il sangue sulle pareti. Allora fugge e trova una delle amiche di Ginny, Amelia, in piedi sotto la pioggia, sconvolta, mentre stringe un regalo incartato. Quindi corre nel cimitero e scopre che la bara della sua defunta moglie è stata disseppellita: all'interno rinviene il cadavere del dottor Faraday.
Il signor Wainright nota una luce all'interno del cottage degli ospiti. Entrato, trova i corpi di ogni membro della Top Ten, seduti a un tavolo accanto al cadavere decomposto della moglie morta. Ginny entra nella stanza con una torta di compleanno, cantando "Happy Birthday" a se stessa. Come nulla fosse, la ragazza ammette di avere eseguito tutti gli omicidi, prima di tagliare la gola al padre. Morendo, l'uomo non si accorge che la vera figlia è però seduta al tavolo. Un'altra Ginny, che si dichiara essere sua sorella, si attribuisce la paternità di tutti gli omicidi ma quando si toglie un'elaborata maschera in lattice, avuta in precedenza da Alfred, appassionato di imbalsamazioni e riproduzione di teste degli amici, si scopre che si tratta di Ann. La giovane urla e delira sulla relazione avuta dal padre con la madre di Ginny e su come la vicenda abbia distrutto la sua famiglia. Infatti l'assassina rivela che lei e Ginny sono sorellastre e cerca di ucciderla, ma l'altra le strappa il coltello e la colpisce a morte. Mentre sta sopra il cadavere di Ann, con in mano il coltello insanguinato, giunge l'ufficiale di polizia, che di fronte alla scena resta sconvolto e le chiede: "Che cosa hai fatto?", ma Ginny si mette a cantare "Buon compleanno" a se stessa, come a suggellare l'impressione avuta dal tenente Tracy.

## Produzione

### Ideazione e pre-produzione
Happy Birthday to Me è stato prodotto da John Dunning e André Link, per la società Cinépix. Poiché tutti hanno un compleanno, Dunning e Link credevano che il film potesse avere un fascino universale. Venne ingaggiato perciò John Saxton, un professore di inglese dell'Università di Toronto, per sviluppare la storia. L'idea della lesione cerebrale di Virginia venne a Dunning mentre leggeva un articolo sugli esperimenti di Galvani in merito alle contrazioni nervose nelle rane, così pensò che questo potesse costituire la base per il mistero di omicidi nella cerchia di una ragazza che soffre di flashback e blackout, ma che non è sicura del suo ruolo nel caos che la circonda.
Il sito web di genere specializzato Retro Slashers ha una copia della sceneggiatura che rivendica essere una terza bozza dell'aprile 1980, dove la differenza principale rispetto alla storia finale è che Virginia sia in realtà l'assassino, posseduto dallo spirito della madre defunta. Sebbene questo finale abbia più senso logico del finale che è stato filmato, i realizzatori hanno pensato che ciò che era stato originariamente sceneggiato fosse troppo prevedibile e non abbastanza sensazionale. Tuttavia, la maggior parte del film punta a questo finale originale, che indica che il passaggio fosse comunque entrato in produzione. Questa versione della sceneggiatura presenta anche un buon numero di scene che non sono mai state girate o riscritte, tra cui alcune che mostrano più chiaramente l'amore di Alfred per Virginia e il difficile rapporto di Virginia con suo padre.
La sceneggiatura è stata completamente rielaborata dal team di sceneggiatori Timothy Bond e Peter Jobin prima dell'inizio della produzione.

### Cast
L'attrice Melissa Sue Anderson, che aveva ottenuto la fama per la sua interpretazione di Mary Ingalls nella serie televisiva La casa nella prateria, è stata scelta per il ruolo del film, segnando il suo debutto nel cinema. Lisa Langlois aveva fatto il provino per il ruolo di Ann, ma il ruolo alla fine era andato a Tracy Bregman.

### Produzione
La produzione di Happy Birthday to Me è iniziata ai primi di luglio del 1980. Alla direzione c'era il regista britannico J. Lee Thompson, famoso per il classico Il promontorio della paura (1962). Thompson aveva anche lavorato per Alfred Hitchcock anni prima e desiderava dirigere un thriller di successo perciò si affezionò a Happy Birthday to Me, anche se non sarebbe poi riuscito a ripetere l'explot di Cape Fear. Infatti Jack Blum, che ha interpretato Alfred nel film, aveva affermato che Thompson avesse davvero preso sul serio il film.
L'attore hollywoodiano Glenn Ford, che ha interpretato Jonathan Kent nel film Superman (1978) di Richard Donner, era tutt'altro che elettrizzato nel recitare in un film slasher. Ford aveva infatti un atteggiamento sgradevole sul set.
Gli effetti di trucco del film sono stati realizzati dal guru degli effetti speciali Tom Burman (che ha sostituito Stéphan Dupuis solo tre settimane prima che le telecamere iniziassero a girare).
Le riprese di Happy Birthday to Me sono terminate nel settembre 1980 (cinque mesi dopo l'uscita di Venerdì 13). Gran parte del film è stato girato nel Loyola College di Montreal e nei suoi dintorni, mentre le scene del ponte levatoio sono state effettuate a Phoenix, New York, appena fuori Syracuse. I produttori trovarono difficile individuare il ponte giusto più vicino alla produzione principale, poiché l'espansione del sistema autostradale li aveva resi sempre più rari. Tutta la cittadina di Phoenix accorse ad osservare le pericolose acrobazie, dove un totale di quindici vetture furono distrutte e un autista acrobatico fu ricoverato in ospedale con entrambe le caviglie rotte. Da allora il ponte stesso è stato rimosso e sostituito da un ponte più a nord. Altre riprese si sono svolte nei campus della Concordia University e della Università McGill.
Il regista Thompson è diventato famoso per aver gettato secchi di sangue sul set del film per aumentare l'effetto gore sullo schermo; secondo il produttore John Dunning, con l'assistenza dell'uomo degli effetti speciali Tom Burman, Thompson "avrebbe sparso sangue dappertutto".
La stampa all'epoca della produzione riportò che per il film fossero stati girati molteplici finali diversi al fine di tenere la "sorpresa" finale segreta. Questa notizia non è vera ma aiutò la produzione a nascondere il fatto che durante le riprese non esistesse l'idea di un finale definitivo. La fine del film è stata cambiata in fase di riprese per nascondere il fatto che la sceneggiatura sarebbe stata riscritta in un momento così tardivo della produzione oltre che dare un colpo di scena nel finale per quanto illogico con tutto quanto precedentemente visto, dato che quello originariamente concepito, pur dando senso alla storia, venne ritenuto troppo prevedibile e poco sorprendente. Questo spiega anche perché il film non segue alcuna costruzione della suspence nel finale. 
Bo Harwood e Lance Rubin hanno composto la colonna sonora del film. Syreeta, ex moglie di Stevie Wonder, ha cantato la traccia di chiusura, sui titoli di coda, sempre composta da Lance Rubin.

## Pubblicazione

### Promozione
La Columbia Pictures ha acquistato la produzione, del valore di $ 2,5 milioni, per la somma di $ 3,5 milioni, grazie alla vendita alla Paramount Pictures di Venerdì 13, avvenuta l'anno precedente. Secondo quanto riferito, la Columbia ha investito tanto denaro nella promozione del film quanto il costo della realizzazione. Il materiale promozionale per il film vantava le sue numerose e insolite sequenze di morti come "Sei dei più bizzarri omicidi che tu abbia mai visto." Il poster presentava didascalie che recitavano: "John non mangerà mai più shish kebab" e "Steven non guiderà mai più una motocicletta ", nonostante il fatto che non vi sia alcun personaggio di nome "John" nel film, mentre Steven è il personaggio che muore per un shish kekab; infine, è Etienne il personaggio che subisce la morte in motocicletta.
A Dunning e Link non piaceva la campagna pubblicitaria che la Columbia Pictures aveva pianificato; pensavano che avrebbe dovuto essere più sottile e temevano che potesse deludere le persone accorse a vedere il film. I due erano preoccupati che solo una manciata di omicidi nel film fossero davvero bizzarri e che il pubblico avrebbe potuto sentirsi tradito.
La Columbia Pictures ha spinto notevolmente il manuale della promozione di Happy Birthday to Me, offrendo molte idee ai cinema per reclamizzare il film. Sebbene non sia noto quante sale abbiano davvero abbracciato tale promozione del film, alcune delle idee più pittoresche sono state di organizzare una piccola imitazione della scena finale (senza i corpi), ma con una torta di compleanno fatta di carne macellata, con candele cremisi, circondata da scintillanti cappelli da festa di compleanno, tutti da incastonare su una finta bara. Le persone che festeggiavano il proprio compleanno venivano incoraggiate a portare la famiglia e gli amici con gadget come magliette e cappellini da festa. La Columbia aveva anche suggerito di avere un membro dello staff, vestito di nero a lutto, impedendo a chiunque di entrare nell'auditorium negli ultimi dieci minuti. A coloro che erano in fila sarebbe stata offerta "una fetta della torta di compleanno di Virginia".
Il manuale di promozione aveva anche molte idee per i Dj delle radio per reclamizzare il film, incluso uno speciale "urlo". A chi avesse telefonato in onda sarebbero state poste domande del tipo: "'Come reagiresti se andassi a una festa di compleanno ... e tu fossi l'unica persona a tavola rimasta ancora viva?" Quelli con i migliori polmoni avrebbero vinto pass gratuiti per il film. Il manuale incoraggiava anche i DJ a presentarsi vestiti da assistenti funebri e s dare ad ogni ragazza un giglio bianco e ad ogni ragazzo un garofano rosso sangue.
Il film è stato anche pubblicizzato con trailer sia al cinema che in TV. La maggior parte dei promo culmina con una torta di compleanno che viene divisa con un'ascia, sebbene un'ascia non sia effettivamente presente nel film stesso.

## Accoglienza

### Incassi
Happy Birthday to Me è stato lanciato negli Stati Uniti e in Canada il 15 maggio 1981 in 1.124 sale cinematografiche e ha incassato 3.712.597 dollari nel primo weekend di proiezione. Ha incassato un totale di $ 10 milioni nel solo botteghino nordamericano.

### Critica
Vincent Canby nel New York Times lo ha definito un imbroglio confuso tra Venerdì 13 e Prom Night. James Harwood in Variety ha scritto che il film diventa "sempre più stupido fino al finale scombussolato". Linda Gross del Los Angeles Times lo definiva come "un film horror ben diretto, pieno di suspense e nauseabondamente violento", ma anche "gratuitamente mediocre", lodandolo tecnicamente per la buona fattura ma criticandolo per il suo contenuto splatter. Lou Cedrone di The Baltimore Evening Sun ha scritto che "è triste sapere che un regista di questa statura è sceso al livello di un sanguinoso horror. Il film è stato realizzato con professionalità, ma alla fine, come The Fan, Happy Birthday to Me è così tanto splatter e tutto in colori vivaci."
Candice Russell del Fort Lauderdale News ha elogiato il film come "un thriller più che competente", aggiungendo che il regista Thompson "dirige le scene in cui anticipiamo il caos come un violinista virtuoso".
Lo storico del cinema Leonard Maltin ha dato alla foto una valutazione "BOMB" - tecnicamente, 1 su 4 possibili stelle - notando che "Glenn Ford deve essere stato alla disperata ricerca del lavoro, oppure doveva fare un enorme favore al regista".
AllMovie ha dato una rassegna mista al film, scrivendo: "Happy Birthday to Me si distingue dal pacchetto di film slasher dei primi anni '80 perché spinge tutti gli elementi del genere ad altezze assurde. Gli omicidi, i colpi di scena e, soprattutto, le rivelazioni minime che vengono fornite nella bobina finale non solo negano la credibilità del film, ma la sfidano apertamente."
Per IMdB il film raccoglie un voto di 6,1 su 10. Agli utenti Google piace per il 71%. Per Rotten Tomatoes si parla di un 27% di consensi tra i critici e del 42% tra il pubblico.

### Home Video
Sony Pictures Home Entertainment ha pubblicato Happy Birthday to Me su DVD nel 2004 con una colonna sonora completamente diversa, non accreditata, divergente da quella utilizzata nel film originale. Il 13 ottobre 2009, Anchor Bay Entertainment ha rieditato il film in DVD con la reintroduzione di una colonna sonora originale.
Nel 2012, il film è stato presentato in anteprima su Blu-ray dalla Mill Creek Entertainment su un disco a doppia funzione abbinato all'originale When a Stranger Calls (1979); questa versione, come il DVD del 2009, presenta la colonna sonora originale del 1981. Il 12 dicembre 2016, la società di home media Indicator Films, con sede nel Regno Unito, ha rilasciato un pacchetto combinato Blu-ray e DVD, che conteneva materiale promozionale, una traccia di commento e la colonna sonora originale e alternativa. Mill Creek ha ripubblicato il film come Blu-ray autonomo con una fodera retro ispirata al VHS nell'ottobre 2018.